# Amazoński Park Gujany
Amazoński Park Gujany (fr. Parc amazonien de Guyane) – park narodowy w Gujanie Francuskiej. Jest największym francuskim parkiem narodowym o łącznej powierzchni 33 900 km², w tym 20 300 km² w strefie centralnej parku. Wraz z graniczącym brazylijskim Parkiem Narodowym Tumucumaque (38 800 km²) tworzą największy na świecie obszar chroniący lasy tropikalne. Projektowanie parku rozpoczęto 4 czerwca 1992 roku; w trakcie prac należało uwzględnić istnienie zamieszkujących je plemion indiańskich. Projekt finalny opublikowano 13 marca 2006 roku, a został powołany do istnienia 28 lutego 2007 r. Największym zagrożeniem dla parku jest napływ nielegalnych imigrantów z Brazylii, poszukujących w rzekach Gujany Francuskiej złota.